# Petromyzontiformes
L'ordine Petromyzontiformes comprende un gruppo di vertebrati acquatici privi di mandibole (Agnati) conosciuti comunemente con il nome di petromizonti o lamprede.

## Descrizione

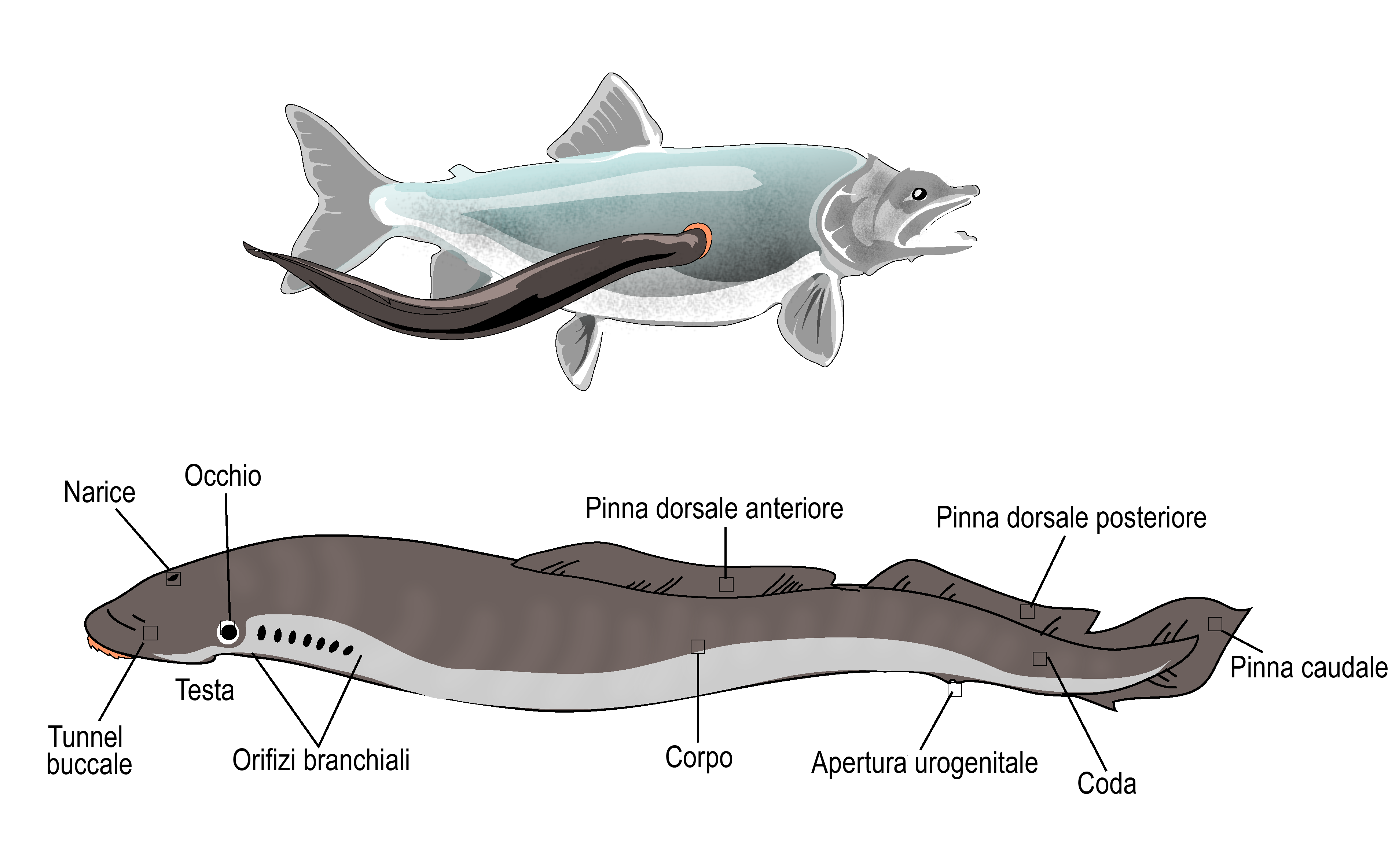
Descrizione anatomica

Presentano un corpo lungo e cilindrico, serpentiforme, simile ad un'anguilla, rivestito da una pelle viscida, ricca di cellule mucipare. Presentano  pinne impari: 2 pinne sul dorso e quella posteriore situata ventralmente.
Lo scheletro è completamente cartilagineo e di semplice struttura.
Gli occhi hanno movimento intrinseco, cioè hanno solo la messa a fuoco. La bocca è circolare e situata all'estremità anteriore del capo con le pareti ricoperte da denti cornei, che vengono rinnovati periodicamente. Alcuni di essi si trovano su piastre dentarie di varia grandezza, alcune delle quali si trovano sulla lingua, e vengono impiegati per raschiare. Da entrambi i lati della testa si trovano allineate una dietro l'altra 7 tasche branchiali che comunicano con l'esterno per mezzo di altrettanti fori. Internamente, esse sboccano invece in un vestibolo branchiale, un canale che parte dalla faringe e decorre parallelamente sotto l'esofago terminando a fondo cieco.
Il tubo digerente è diritto, senza formare anse. La circolazione sanguigna è semplice e il sangue contiene globuli rossi rotondi, biconvessi e nucleati. Nel cuore sono presenti 3 cavità contigue (seno venoso, atrio, ventricolo) in cui scorre il sangue venoso proveniente dalle varie parti del corpo, prima di essere inviato alle branchie.
Il midollo spinale è depresso e le radici (dorsale e ventrale) dei nervi spinali non si uniscono.
Si nutrono specialmente di escrementi di altri animali marini.

## Riproduzione
Alcune specie di Petromizontiformi vivono stabilmente in acqua dolce, altre dal mare si portano nei fiumi per la riproduzione, e cioè sono migratrici anadrome.

La riproduzione avviene una sola volta nella vita. Gli individui sessualmente maturi si distinguono per il colore e per la forma delle pinne dorsali.  Depongono uova piccole che, una volta fecondate, si dividono completamente, cioè sono oloblastiche.  

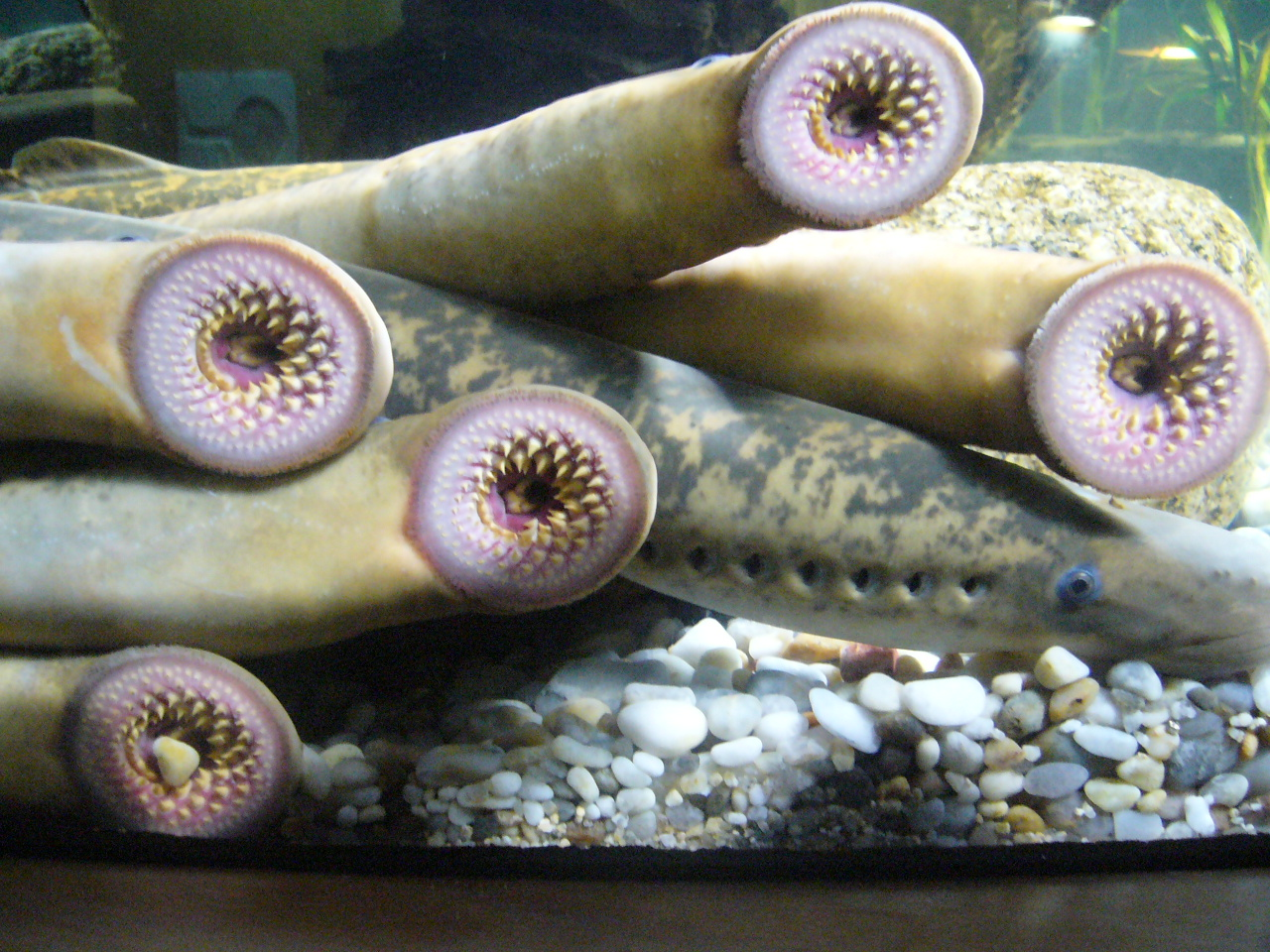
Lamprede in acquario

Lo sviluppo è accompagnato da metamorfosi. 
Durante lo stadio di larva, le lamprede hanno occhi rudimentali e bocca priva di denti, circondata da un labbro a forma semicircolare, come un ferro di cavallo.  Tali larve non hanno il vestibolo branchiale e perciò le tasche branchiali sboccano direttamente nell'esofago.  Esse, per le innumerevoli differenze con lo stadio adulto, un tempo furono considerate come un genere a sé denominato Ammocoetes.

## Alimentazione

Apparato boccale di lampreda

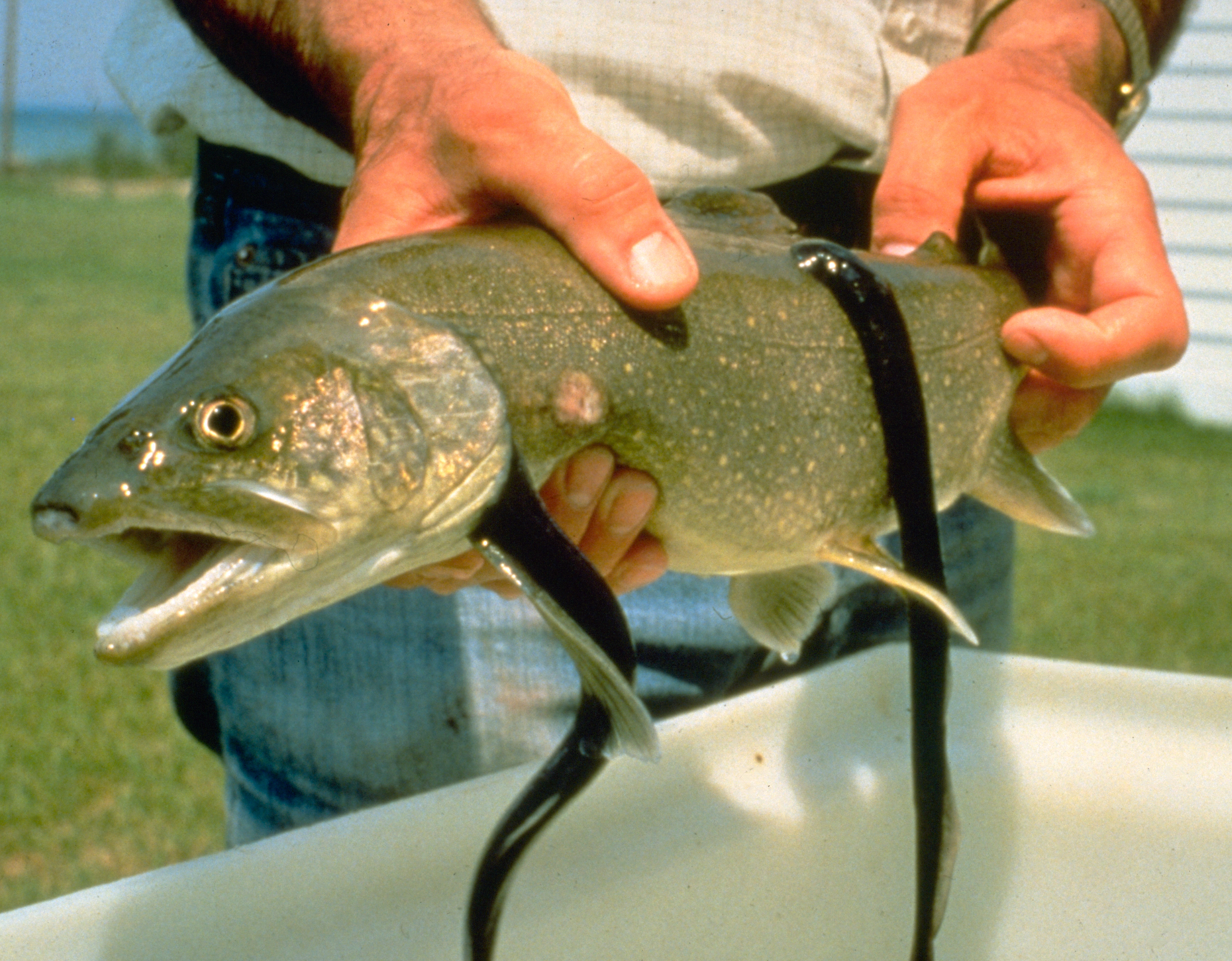
Pesce con due lamprede attaccate

L'imbuto boccale funziona come una ventosa, grazie alla quale si possono attaccare ai sassi e, per nutrirsi, ai pesci, dei quali succhiano il sangue dopo aver raschiato la carne mediante movimenti della lingua.  In questa maniera sulla pelle delle vittime rimane un'impronta circolare.

Per inghiottire più facilmente il sangue delle vittime, le lamprede secernono una saliva anticoagulante.
Non tutte le specie, tuttavia, si comportano da ectoparassite.
Le larve sono microfaghe e di solito si affondano nel fango; grazie ai cromatofori presenti numerosi sulla pelle, cambiano colore molto di più degli adulti. La loro metamorfosi dura qualche anno.

## Commestibilità
Le lamprede hanno carni commestibili una volta cotte. La cottura, infatti, data l'elevata temperatura, distrugge il veleno che è contenuto nel loro sangue e che agisce sul sistema nervoso.

## Tassonomia e sistematica
All'ordine appartengono 47 specie suddivise in tre famiglie. Due famiglie sono monotipiche.
| Taxon                    | Generi                                                                                                  |
| ------------------------ | --- |
| Famiglia Geotriidae      | Geotria                                                                                                 |
| Famiglia Mordaciidae     | Mordacia                                                                                                |
| Famiglia Petromyzontidae | Caspiomyzon, Entosphenus, Eudontomyzon, Ichthyomyzon, Lampetra, Lethenteron, Petromyzon, Tetrapleurodon |

## Specie diPetromizontidaein Italia
La fauna italiana annovera quattro specie:
- Petromyzon marinus (lampreda di mare)
- Lampetra fluviatilis (lampreda di fiume)
- Lampetra planeri (lampreda minore)
- Lampetra zanandreai (lampreda padana)